# حارة أبو الحسن الهمداني (صنعاء همدان)
حارة أبو الحسن الهمداني هي إحدى حارات حي شملان بضواحي صنعاء مديرية همدان، بلغ تعداد سكانها 2749 نسمة حسب تعداد اليمن لعام 2004.